# ガチャガチャポン!
『ガチャガチャポン！』（GACHAGACHA PONG!）はフジテレビ系列で2005年4月4日から2006年3月20日まで放送されていた子供向けのテレビ番組。

## 概要
おもに小学校高学年から中学生のローティーン（アーリーティーン）を対象とした「“さいごのこども”のための番組」をうたい、コンセプトは「解答用紙のない教育番組」。毎回一つのテーマをもとに、単なる知識でなく「考える」事で物事の本質にせまる事を目的としている。また、メインとなるシチュエーション・コメディ（シットコム）をはじめ、ミニコーナーや歌う星占いなどエンターテインメントを追求した、従来とはひと味違う教育番組といえる。また同局の『ポンキッキーズ』の姉妹番組と位置付け、同番組のキャラクター・ガチャピンとムックも「友情出演」という形で登場していた。
『声に出して読みたい日本語』の著者で『にほんごであそぼ』の企画監修で知られる教育学者の齋藤孝が総合監修を担当。先取り感あふれるキャスティングや、10代を含むクリエイターが多数参加しているのも特徴であった。
主題歌は番組コンセプトに共感したMr.Childrenの書き下ろし。エンディング曲はその週の運勢によって毎回変わる「歌う星占い」で、毎回の書き下ろしマンガで運勢を紹介した。かつての人気子供番組『ウゴウゴルーガ』のCGキャラクター「ミカンせいじん」が再登場したり「おやじむし」を彷彿とさせる「カード牛」のコーナーなど、年代層を問わない番組構成が話題となる。なお、本番組をプロデュース・演出担当した福原伸治は『アインシュタイン』や『ウゴウゴルーガ』のチーフ・ディレクターでもあった。

## 出演者

### 今泉家の場合／今泉家は大騒ぎ
- 生瀬勝久 - 今泉誠（お父さん）役。画家[1]。
- 室井滋 - 今泉友江（お母さん）役。翻訳家[1]。
- 多部未華子 - 今泉未里亜（お姉ちゃん）役。中学3年生（15歳）[1]。
- 夏帆 - 今泉瑠希（妹）役。中学1年生（13歳）[1]。
- 千野志麻 - 近所の万野さん役。
- ガチャパン! - 誠がどこかのガチャガチャで買ってきた謎の生物。初めはカプセルに入る程度の大きさしかなかったが、現在は人間の子供程度の身長がある。ガチャピンを「師匠」と呼んでいる。
- ガチャピン - バーのマスター。誠たち今泉家にアドバイスをしていた。
- ムック - カフェのマスター。2回のみ出演。
- 六角慎司 - ピザ屋でバイトをしている数学研究の大学院生役： - 2005年12月（準レギュラー）
- 金剛地武志 - 個人投資家&インチキ商売人・村山阪堂役：2005年11月 - （準レギュラー）

ゲスト
- 石井トミコ - 今泉春子（おばあちゃん）役
- 大倉孝二 - 上岡先生役
- 小池百合子 - 本人役・特別出演
- みやなおこ - カリスマ主婦・糧井理香子役
- 国生さゆり - 占いマニア・マーリ斉藤役
- ジャスミン・アレン - カリスマモデル・チャラポワ役
- hanae* （現・華恵）- 瑠希の友人・ハナコ・ド・フランソワ役
- ランディ・マッスル - マッスルさん役
- 前田健 - コギャル・レイナ役
- 犬山イヌコ - 映画エージェント・木村アエラ役

### 数学探偵セイヤ
- 根上生也（横浜国立大学教授） - セイヤ役： - 2005年9月
- 日野陽仁 - 一ツ岳刑事役[2]
- 杉谷一隆（振付稼業air:man） - ナゾー役： - 2005年9月

### その他
- hanae*
- パックンマックン 2005年7月 -
- 小町桃子 2005年7月 -
- 織田菜月 2005年7月 -
- 齋藤孝  - 2005年9月 （以降コメント出演）
- ミカンせいじん
- 千野志麻 - ナレーション

未里亜、瑠希の姉妹はエンディングの星占いにも漫画キャラクターとして登場する。

### 変遷
| 担当         | 出演者（2005年4月 - 6月）                                   |
| ------------ | ----------------------------------------------------------- |
| 今泉家       | 生瀬勝久 / 室井滋 / 多部未華子 / 夏帆 / 千野志麻 / 六角慎司 |
| セイヤ       | 根上生也 / 日野陽仁 / 杉谷一隆（振付稼業air:man）           |
| キャラクター | ガチャピン / ムック / ガチャパン! / ミカンせいじん          |
| その他       | hanae* / 齋藤孝 他                                          |

| 担当         | 出演者（2005年7月 - 9月）                                   |
| ------------ | ----------------------------------------------------------- |
| 今泉家       | 生瀬勝久 / 室井滋 / 多部未華子 / 夏帆 / 千野志麻 / 六角慎司 |
| セイヤ       | 根上生也 / 日野陽仁 / 杉谷一隆                              |
| キャラクター | ガチャピン / ムック / ガチャパン! / ミカンせいじん          |
| その他       | hanae* / パックンマックン / 小町桃子 / 織田菜月 / 齋藤孝 他 |

| 担当         | 出演者（2005年10月）                                                   |
| ------------ | ---------------------------------------------------------------------- |
| 今泉家       | 生瀬勝久 / 室井滋 / 多部未華子 / 夏帆 / 千野志麻 / 六角慎司 / 日野陽仁 |
| キャラクター | ガチャピン / ムック / ガチャパン! / ミカンせいじん                     |
| その他       | hanae* / パックンマックン / 小町桃子 / 織田菜月 他                     |

| 担当         | 出演者（2005年11月）                                                                |
| ------------ | ----------------------------------------------------------------------------------- |
| 今泉家       | 生瀬勝久 / 室井滋 / 多部未華子 / 夏帆 / 千野志麻 / 六角慎司 / 日野陽仁 / 金剛地武志 |
| キャラクター | ガチャピン / ムック / ガチャパン! / ミカンせいじん                                  |
| その他       | hanae* / パックンマックン / 小町桃子 / 織田菜月 他                                  |

| 担当         | 出演者（2005年12月 - 2006年3月）                                         |
| ------------ | ------------------------------------------------------------------------ |
| 今泉家       | 生瀬勝久 / 室井滋 / 多部未華子 / 夏帆 / 千野志麻 / 日野陽仁 / 金剛地武志 |
| キャラクター | ガチャピン / ムック / ガチャパン! / ミカンせいじん                       |
| その他       | hanae* / パックンマックン / 小町桃子 / 織田菜月 他                       |

## 放送時間
- 放送時間:毎週月曜15:30 - 15:58（地上波フジテレビ）、毎週金曜19:30 - 19:55（BSフジ 2005年4月 - 9月、再放送は毎週日曜7:30 -）
- ネット局:秋田テレビ、福島テレビ、長野放送、富山テレビ、山陰中央テレビ、岡山放送、高知さんさんテレビ、テレビ長崎

## 雑記
- 4月18日[3]・6月13日にティーンズの世帯別占拠率（ほぼ）100％を記録。総合監修の齋藤は「中学生の見る番組がこれまで少なすぎた。この番組を通じて、勉強って面白いんだという知的な興奮を味わってもらいたかったので嬉しい」と話した。
- シットコムは観客を招いての公開収録[4]や、当時開催された愛・地球博会場、映画『オリバー・ツイスト』にちなみロンドンへの屋外ロケなども行われた。
- 5月30日には小池百合子環境大臣（当時）が本人役でシットコムにゲスト出演。
- 7月にはフジテレビ夏のイベント『お台場冒険王』の一環に「ポンキッキーズ×ガチャガチャポン!お台場サマースクール」として子供向けのワークショップを開催。
- 11月末よりゲーム等のコンテンツを交えたデータ放送を実施。

## 放送日・サブタイトル
| 回 | 放送日         | シットコム サブタイトル                                                                        |
| -- | -------------- | ---------------------------------------------------------------------------------------------- |
| 1  | 2005年04月04日 | 黒船来襲! えっ? 来週じゃなくて、今週? でもって、なんで英語を勉強しなきゃならないのよ〜! の巻   |
| 2  | 2005年04月11日 | 方程式は突然に! ナゾの数学兄ちゃん登場! そもそもXとYって、何者よ〜! の巻                       |
| 3  | 2005年04月18日 | 勉強! はたして、その意味はなんなのか! きょう、今泉家が人類最大のナゾに挑む! なんちゃって! の巻 |
| 4  | 2005年05月02日 | ゴールデンウィーク突入! こんにちは〜! こんにちは〜! 愛知万博に未来の破片を探しに行こう! の巻   |
| 5  | 2005年05月09日 | ありおりはべりいまそかり! てゆーか日本語正しく使えてるぅ〜? の巻                               |
| 6  | 2005年05月16日 | 東京砂漠! 地図さえあれば怖くはないの!東西南北、分かってポン! の巻                              |
| 7  | 2005年05月23日 | お約束の家庭訪問! しっかりしてよ、センセ!5人の怒れる今泉家の巻                                 |
| 8  | 2005年05月30日 | 減らして減らしてCO2! 本日実行! 今泉議定書! 大臣もやってくるヤァヤァヤァ! の巻                  |
| 9  | 2005年06月06日 | 今泉ウォーズ エピソードⅠ 教科書とともにあれ! の巻                                              |
| 10 | 2005年06月13日 | 瑠希、奇跡の実力テスト! その時、今泉家は動いた! そして、歴史は繰り返す〜! の巻                 |
| 11 | 2005年06月20日 | 期末試験直前! 試験は、リアルタイムで起こっている! の巻                                         |
| 12 | 2005年06月27日 | カリスマ主婦がやってきた! 本当は楽しい家庭の科学! の巻                                         |
| 13 | 2005年07月04日 | 気分は大統領! 自分の気持ちを言葉にしよう! 短期集中スピーチ講座! の巻                           |
| 14 | 2005年07月11日 | No Music! No life! 君は音楽を熱く語れるか!? の巻                                               |
| 15 | 2005年07月18日 | 当たるも八卦、当たらぬも八卦! アナタハ、占イヲ信ジマスカ〜? の巻                               |
| 16 | 2005年07月25日 | 君もお店を持てるかも!? 起業についてど〜んと考えてみよう! の巻                                  |
| 17 | 2005年08月01日 | 夏休みを制す者は、人生を制す! ママの夏休み自己管理化計画! の巻                                 |
| 18 | 2005年08月15日 | 今泉姉妹、紛争勃発! ところで、今日は何の日よ? の巻                                             |
| 19 | 2005年08月22日 | 盛り上って参りました! 夏休み! そして振り向けば、ダイエット! の巻                               |
| 20 | 2005年08月29日 | さらば夏休み! ありがとう夏休み! 新学期は始まりの終わりなのだ! の巻                             |
| 21 | 2005年09月05日 | 夏休みの思い出ぽろぽろ! 愛･地球博へ行くの巻 前編!                                              |
| 22 | 2005年09月12日 | 夏休みの思い出ぽろぽろ! 愛･地球博へ行くの巻 後編!                                              |
| 23 | 2005年09月26日 | 今泉家のから騒ぎ! 秋と祭りと私の恋バナ! の巻                                                   |
| 24 | 2005年10月10日 | 秋ふかし! 悩みがあるならとことん何かになりきってみよう〜! ハクナ･マタタ! の巻                  |
| 25 | 2005年10月03日 | お婆ちゃんがやってきた! ところでお宅、今日のお夕飯はなぁに? の巻                               |
| 26 | 2005年10月17日 | コギャルvs今泉家! そのマナー、正しいカナー? の巻                                               |
| 27 | 2005年10月24日 | 3歩進んで2歩さがる! スローなライフにしてくれ! の巻                                             |
| 28 | 2005年10月31日 | 僕たち男の子、君たち女の子! 男女平等ってどうなのさ? ヘヘヘイ! の巻                             |
| 29 | 2005年11月07日 | 今泉家のデイ･アフター･トゥモロー! 地震対策してまっか? の巻                                     |
| 30 | 2005年11月14日 | 株･戦士登場! 何を賭けるのか、何を残すのか! 君も株ってみないか! の巻                            |
| 31 | 2005年11月21日 | 人生をデザインしてみよう! 進路は続くよ、どこまでも! の巻                                       |
| 32 | 2005年11月28日 | 季節の変わり目に脳内アンチエイジング! 突撃、隣のクイズ番組! の巻                               |
| 33 | 2005年12月05日 | 方言は、でらめんこい さぁ! みんなで広めよう、方言の輪! の巻                                    |
| 34 | 2005年12月12日 | 隕石が落ちてきた!? 天体観測してみようの巻                                                      |
| 35 | 2005年12月19日 | 朝でも夜でもヒルズ族! 今年もお世話になって、あざーすの巻                                       |
| 36 | 2006年01月09日 | 逆襲の阪堂! 帰ってきた隣のクイズ番組! 真冬のアンチエイジ〜ングッ!の巻                          |
| 37 | 2006年01月16日 | 新春占いショー! 今年の運勢も分かるよ〜! の巻                                                   |
| 38 | 2006年01月23日 | オリバー･ツイスト探訪紀! 瑠希･未里亜、ロンドンに行く! の巻 前編                                |
| 39 | 2006年01月30日 | オリバー･ツイスト探訪紀! 瑠希･未里亜、ロンドンに行く! の巻 後編                                |
| 40 | 2006年02月06日 | 着物でお出かけ! 茶の湯でお作法学ぶっちゃ!の巻                                                  |
| 41 | 2006年02月13日 | 野菜最強伝説! 5 a dayでチャラチャラへっちゃら! の巻                                            |
| 42 | 2006年02月20日 | 環境ビジネスに参入!? パパは、乳酸出まくり〜! の巻                                              |
| 43 | 2006年02月27日 | 英語ワンスモア! 日常会話でイングリッシュ! ビバリーヒルズ今泉! の巻                             |
| 44 | 2006年03月06日 | 今泉家サスペンス! 一ツ岳刑事シリーズ 消えた子猫と、画家探偵! の巻                              |
| 45 | 2006年03月13日 | 育ってきた環境が違うから、好き嫌いは否めない? おうちでディベートしてみよう! の巻               |
| 46 | 2006年03月20日 | 誰だって日本代表! 勇気を出して外に出てみよう! でもって、今泉家 THE FINAL! の巻                 |

## コーナー
- シットコム「今泉家の場合」→「今泉家は大騒ぎ」
- ミカンせいじんの30秒学習
- カード牛
- hanae*の和ことば
- パックンマックンのこれってイングリッシュ?
- 教えて2ハウマッチョ
- 歌う星占い

### 2005年9月までのコーナー
- アタマをガツン!／オワリもガツン!
- 数学探偵セイヤ
- イチハラヒロコのことばアート
- パックンマックンのにほんごイングリッシュ
- hanae*のWA*
- 13歳の家計簿

## テーマ曲
- OP:ヨーイドン（Mr.Children）
- ED:星占いのうた（toutou）

## 関連商品

### DVD
- ガチャガチャポン!DVDシリーズ Vol.1 ミカンせいじん学習帳（セブン-イレブン限定）
  - ミカンせいじんの30秒学習
    - 恐竜の絶滅/鎌倉幕府/相対性理論/万博/ガリレオ/脳の仕組み/十字軍/京都議定書/天王山/株主総会/DNAの正体/アメリカ独立記念日/スペースシャトル/郵便局/土用の丑の日

  - ミカンせいじんの60秒学習
    - フェロモン/学校/日本人/心理学

  - 斎藤孝の3分授業
    - 国語/数学/理科/社会/英語

  - ミカンせいじんの研究
    - 概論/ミカンせいじんと本/ミカンせいじんと恋/ミカンせいじんと親子関係/ミカンせいじんと涙/ミカンせいじんと皮/ミカンせいじんとせんそう/ミカンせいじんとテレビ

  - ミカンせいじんの秘密を追え!
    - 前編/後編

  - ミカンせいじんドリル
    - 1～4

  - 特典映像
    - 絵コンテ版ミカンせいじんの30秒学習/絵コンテ版ミカンせいじんの60秒学習

- ガチャガチャポン!DVDシリーズ Vol.2 ミカンせいじんチルドレン（セブン-イレブン限定）
  - ミカンせいじんの30秒学習
    - インターネット/終戦記念日/ウォーターゲート事件/自民党/マンモスの絶滅/リニアモーターカー/PEA/ミュージカル/東京オリンピック/茶の湯/ロハス/ジェンダーフリー/帰宅困難者/ネット証券/ボジョレー・ヌーボー/IQ/標準語/占星術

  - ミカンせいじんマナーブック
    - おうち編/ともだち編/おみせ編/まちなか編/としょかん編

  - ミカンせいじん文学館[5]
    - 前編/後編

  - ミカンせいじんドリル
    - 1～4

  - 星占いの歌2006
  - 特典映像
    - 星占いの歌2005[6]

### 書籍
- 数学探偵セイヤ
- 12星座相性占いの本（サークルKサンクス限定）

## スタッフ
- 総合監修：齋藤孝
- 原案：駒沢敏器
- スタイリスト：吉村結子
- デザイン：鈴木賢太
- CG/デザイン：田中秀幸（フレイムグラフィックス）・白佐木和馬・シャチ
- オープニングマンガ：JUNICHI
- オープニングCG：冨士川祐輔
- エンドマンガ：青木俊直
- タイトルロゴ：フレイムグラフィックス
- 小道具デザイン：ヨシダタカシ
- パペット制作：山村エナミ
- 美術進行：横守剛
- 美術プロデューサー：木村文洋
- 美術協力：フジアール
- 星占い監修：ありえ～る・ろどん
- 脚本：武井彩
- 構成：たむらようこ、おちまり、草場滋、かながわIQ、竹田恒泰、相川真紀
- 小道具デザイン：カトーダイ
- 演出：福原伸治（フジテレビ情報企画部/フジテレビKIDS）
- プロデューサー：福原伸治、阿南修（FCC）
- アシスタントプロデューサー：野口三和子
- ディレクター：池田純人、内畠一、吉田享史
- 広報：田中奈美、吉田奈央
- 技術協力：共同テレビ、有限会社コアプロジェクト(CORE)、笑カンパニー
- 制作協力：FCC
- 制作：フジテレビ、フジテレビKIDS